# Ricardo Mañé
Ricardo Mañé (Montevidéu, 14 de janeiro de 1948 - Montevidéu, 9 de março de 1995) foi um matemático uruguaio. Começou seus estudos de Matemática que concluiu no IMPA, obtendo o Doutorado em 1973 sob a orientação de Jacob Palis. Desenvolveu sua carreira matemática inteiramente nesta instituição, da qual foi Pesquisador Titular. Foi aluno de destaque do matemático Jacob Palis. Comprovou a  conjectura desenvolvida por seu orientador: uma atual teoria moderna dos sistemas dinâmicos que relaciona dois conceitos: o de hiperbolicidade e o de estabilidade, provada após vinte anos a publicação desta mesma conjectura por Jacob Palis e Stephen Smale.
Especialista em sistemas dinâmicos e teoria ergódica diferenciável, tem, sobre estes temas, vários trabalhos de pesquisa publicados. Participou de diversos Simpósios e proferiu conferências nas Universidades de Berkeley, Warwick, Northwestern, École Polytechnique e o Institut des Hautes Études Scientifiques. Ganhou o Prêmio da Academia de Ciências do Terceiro Mundo.  
Em entrevista à revista de pesquisa FAPESP, em julho de 2009, Jacob Palis cita Ricardo Mañé como um matemático que poderia ter ganho a Medalha Fields (prêmio é dado a matemáticos de idade até 40 anos a cada quatro anos) por suas contribuições na teoria dos sistemas dinâmicos e na prova da conjectura de Jacob Palis e Stephen Smale.
Foi palestrante convidado do Congresso Internacional de Matemáticos em Varsóvia (1983) e Zurique (1994).
Ricardo Mañé morreu em março de 1995, com 47 anos de idade.

## Ligação externa
- Genealogia Matemática de Ricardo Mañé